# Ouragan Edna
L’ouragan Edna est un cyclone tropical de catégorie 3 de l’échelle de Saffir-Simpson qui s’est formé au large des Antilles le 2 septembre 1954 et a suivi une trajectoire parallèle à la côte est des États-Unis pour venir toucher terre en Nouvelle-Angleterre le 11 septembre puis affecter les provinces atlantiques du Canada. Suivant de près le passage de l'ouragan Carol et frappant à peu près les mêmes régions, Edna a causé pour 40 millions $US en dommages et la perte de 29 vies. Le nom a été retiré des listes futures d'ouragans en 1968.

## Évolution météorologique
Edna s’est formée  le 2 septembre au large de la Barbade. Elle s’est ensuite déplacé vers le nord-ouest tout en s’intensifiant lentement. Suivant l’arc des Antilles à moins de 160 km de ces îles, la tempête atteignit la force d’ouragan le 7 septembre. Le système prit ensuite une trajectoire vers le nord et se renforça pour devenir un ouragan de catégorie 3 le 10 septembre. 
L’ouragan Edna passa au large des Outer Banks en Caroline du Nord causant des dommages à cette région qui avait vu le passage de l’ouragan Carol moins deux semaines auparavant. Heureusement, le centre de l’ouragan est resté au large avec ses plus forts vents.
Edna perdit ensuite de la force en passant sur des eaux plus fraîches. Avant d’atteindre la Nouvelle-Angleterre, son œil se divisa en deux, les centres étant séparés de 105 km. Passant d’abord à Cape Cod, l’ouragan toucha terre à Eastport (Maine) le 11 septembre où les vents soutenus ont atteint 148 km/h alors qu’à Martha's Vineyard (Massachusetts), des rafales de vent de 193 km/h ont été signalées. L’ouragan s’est ensuite dirigé vers le Nouveau-Brunswick (Canada) et les vents rapportés le long de sa trajectoire se sont maintenus entre 130 et 160 km/h encore un certain temps,
.

## Impacts
Au total, Edna fit 29 morts, dont huit par noyade, et causa 40,5 millions $US en dommages (1954). Douze de ces personnes sont mortes en Nouvelle-Angleterre, dont huit dans le Maine.

### New York
À New York, 127 mm de pluie sont tombés en 14 heures.

### Maine
Après le récent passage de l’ouragan Carol, qui frappa Long Island avec la force de catégorie 2 dans l’échelle de Saffir-Simpson puis la Nouvelle-Angleterre et le Maine, Edna frappa durement les mêmes régions. En fait, il fut l’un des pires ouragan à toucher le Maine qui est peu habitué à ce genre de système météorologique. Heureusement, l’ouragan arriva avec une intensité moindre et affecta une zone moins densément peuplée. 
Huit personnes perdirent la vie en différents endroits du Maine. Entre autres, à Unity une famille de dix personnes dut se réfugier sur le toit de leur automobile pour échapper à l’inondation de la route où ils se trouvaient. L’intervention d’une véritable chaîne humaine a permis d’en sauver neuf, une petite fille de huit ans étant arrachée des bras de son père lors du sauvetage par des débris. 

### Canada
L’ouragan Edna est passé sur les provinces maritimes canadiennes, après le Maine, en effectuant sa transition extratropicale. Ses vents violents ont causé d’importants dommages au Nouveau-Brunswick et en Nouvelle-Écosse, ainsi que quelques victimes. Même si le centre d’Edna est passé loin de la Nouvelle-Écosse, ses vents violents s’étendaient jusqu’à 500 km de celui-ci et il a détruit 1,65 million de mètres cubes de bois dans cette province. La tempête a également causé des inondations au Nouveau-Brunswick et des pannes de courant jusqu'à Montréal au Québec,.

## Épilogue
Le nom Edna ne fut pas immédiatement retiré car il n’y avait de procédure formelle pour cela à l’époque. Edna a donc été utilisé pour une tempête tropicale en 1968. Lors du début des listes officielles, le nom a été retiré à cause de ses effets et de sa notoriété

### Source
- (en) Cet article est partiellement ou en totalité issu de l’article de Wikipédia en anglais intitulé « Hurricane Edna » (voir la liste des auteurs).